# Edwin S. Porter
Pour les articles homonymes, voir Porter.

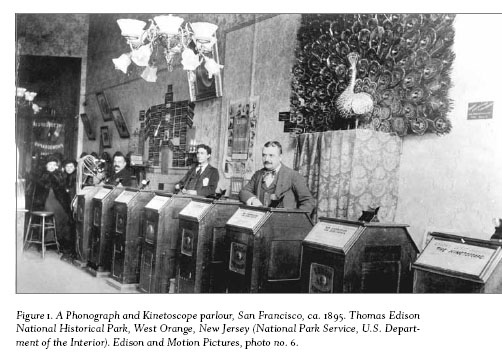
Salle de Kinétoscope.

Edwin Stanton Porter, inventeur et réalisateur américain de l'ère du cinéma muet, né le 21 avril 1870 à Connellsville dans l'État de Pennsylvanie, une ville proche de Pittsburgh, et mort le 30 avril 1941 à New York, est plus connu sous le nom d'Edwin S. Porter.
Il est considéré comme l'un des pionniers du cinéma américain. En 1900, il est embauché comme directeur de studio et directeur de la photographie de l'Edison Manufacturing Company. En 1909, il quitte Thomas Edison pour fonder la société de production Defender Pictures Company en 1910, puis la Rex Motion Picture Company pour enfin rejoindre Adolph Zukor pour créer la Famous Players Film Company. Sur plus de 250 films créés par Porter, on peut noter : What Happened on Twenty-third Street, New York City, (1901), Jack and the Beanstalk (1902), Life of an American Fireman (1903), le premier film qui raconte une histoire, avec Uncle Tom's Cabin (en), il introduit la pratique des intertitres dans les films muets, Le vol du grand rapide (1903) qui est le premier western, The European Rest Cure (1904), Le Prisonnier de Zenda (1913), etc. films qui, selon les critiques et historiens du cinéma, ont révolutionné la réalisation cinématographique dans la mesure où il fait partie des tout premiers réalisateurs à raconter une histoire par un film.
Il se retire de la production cinématographique en 1915 pour devenir le président de la Precision Machine Company qui fabrique des équipements pour le cinéma. Il prend sa retraite en 1925 et perdra une partie de sa fortune lors de la Grande Dépression de 1929.

## Biographie

### Jeunesse et formation
Edwin Stanton Porter est le fils de Thomas Porter, propriétaire d'un atelier et magasin de meubles et de Mary Jane (Clark) Porter. Il est le quatrième d'une fratrie de sept enfants. Edwin passe son enfance et son adolescence à Connellsville, une petite ville manufacturière réputée pour sa production de coke, surnommée la "Coke Capital of the World". Il quitte l'école à quatorze ans, Edwin exerce divers métiers comme peintre d'enseigne, caissier de théâtre et celui de télégraphiste. Parallèlement, il s'informe sur les nouvelles technologies liées au développement de l’électricité et de ses applications, ce qui lui donne les compétences d'ingénieur. Participant à la vie culturelle de Connellsville, il développe une passion pour le théâtre, qui le prépare ainsi au cinéma,,,,,.
En 1891, après l'arrivée de l’électricité à Connellsvill, avec son ami Charles H. Balsley, ils déposent le brevet d'un régulateur d'intensité pour les ampoules électriques. Malgré ses talents reconnus d'ingénieur en électricité, il ouvre une boutique de confection sur mesure, celle-ci fait faillite lors de la crise de 1893. Il fait une dépression, son médecin lui recommande l'air marin pour se réhabiliter, c'est ainsi qu'il part à Philadelphie pour s'engager dans la marine américaine de 1893 à 1895 où il sert à bord du croiseur l'USS New York en tant qu’opérateur de télégraphe.
Pendant son temps à la marine, il a l'occasion d'améliorer le télémètre électrique inventé par un officier de marine, Bradley A. Fiske, qui devient amiral en 1911,,.

### Edwin S. Porter et les débuts du cinéma
Alors que les projections par les Vitascopes d'Edison sont en plein essor en l'année 1896, Edwin Porter, démobilisé, s'informe sur cette nouveauté. Dans un premier temps, il se propose avec son ami Charles H. Balsley d'acheter les droits de diffusion des Vitascopes dans l'état de Pennsylvanie, mais les correspondants commerciaux d'Edison, Raft et Gammon, lui répondent que les droits sur la Pennsylvanie sont déjà concédés, mais qu'il lui reste la possibilité d'acheter des droits pour d'autres États des États-Unis. Finalement, avec quelques citoyens de Connellsville, il crée un consortium qui achète les droits pour l'Indiana et la Californie. Il commence sa carrière de cinéaste en 1896, grâce à ses connaissances en électricité et en mécanique et leurs applications techniques, il est engagé par le studio de Thomas Edison à Orange (New Jersey) en juin 1896 en tant que "motion picture operator", autrement dit projectionniste. Il part faire des projections à l'aide du "projectoroscope" de Kuhn & Webster, séances qui l'emmènent de l'Amérique centrale au Canada, où il apprend ce qui plait au public,,.
En 1898, il s'installe à New York pour travailler au théâtre Eden Musée qui possède une licence des studios de l'Edison Manufacturing Company permettant la diffusion de ses films. Edwin S. Porter s’occupe de la programmation des projections, de l’accompagnement sonore, de l'achat de films auprès de sociétés de production. En novembre 1896, apparaissent les premières projections des films réalisés par Louis Lumière aux États-Unis et, dès la fin de 1897, Edwin Porter programme des films Lumière à l'Eden Musée, notamment ceux qui célèbrent le jubilé de la reine Victoria.
Durant le printemps 1899, l'Eden Musée présente à côté de films d'actualités, de scènes de voyage, d'humour, de scènes historiques, les films de Georges Méliès. Ces derniers rencontrent un grand succès auprès du public et conquièrent Edwin S. Porter.
Tout en travaillant pour l'Eden Musée, Edwin S. Porter met ses compétences au service de l'amélioration du matériel cinématographique. Au cours de l'été 1899, il construit des appareils photo, des caméras et des appareils de projection. Ses inventions sont exploitées par la société Veriscope, ce qui lui donne une autonomie absolue et lui permet de dégager de gros bénéfices grâce à ses nombreuses projections itinérantes. La société américaine Sportagraph Company lui demande également du matériel adapté à la prise de vues de matchs de boxe, de courses de chevaux, de courses à vélos, de courses à pied, de compétitions de lutte et d’autres spectacles mettant en scène des vedettes du monde sportif. Une possibilité offerte par la caméra conçue par Edwin S. Porter. Elle peut en effet fonctionner soit sur courant continu, soit sur courant alternatif, ne pèse que quinze kilos et peut être installée en moins d'une heure. Mais le succès n'est pas au rendez-vous et la Sportagraph Company fait faillite sans avoir pu payer le matériel fourni par Edwin S. Porter, le mettant ainsi en difficultés financières.
Il invente un projecteur particulièrement lumineux, baptisé le "Projectorscope", distribué par Edison et diffusé par la Kuhn & Webster’s Company,. Cet appareil rencontre un succès certain, notamment en raison de son prix relativement bas (100 dollars) qui permet son acquisition par des projectionnistes itinérants modestes. Sa commercialisation s'arrête en 1900, date à laquelle la petite usine de Porter est détruite par un incendie.
En 1900, le succès du cinéma entraîne la multiplication des sociétés de production et des salles de projection, l'Eden Musée n'est plus qu'une des quinze salles de projection de New York, concurrencé principalement par le Proctor's Pleasure Palace qui diffuse massivement les films frères Lumière.

### Edwin S. Porter et l'essor du cinéma

#### Les débuts en tant que réalisateur
À la suite de l'incendie de son usine, Edwin Porter est à la recherche d'un emploi, son expérience de concepteur/fabricant de matériel cinématographique fait qu'il est embauché à nouveau par Edison avec une mission précise : « améliorer et repenser les caméras, les machines de projection et les perforateurs ». En 1901, Edwin Porter conçoit le cinétoscope (basé sur un développement et des améliorations du Vitagraph d'Albert Smith et du cinématographe Lumière) qui devient l'un des meilleurs projecteurs du moment. Il construit également une nouvelle machine à développer et dupliquer les films.
À l’automne 1900, la société Edison construit un nouveau studio à New York au 41, East Twenty-first Street, cela afin d'assurer production régulière de films et conforter sa position concurrentielle. Désirant un homme de confiance pour diriger et animer le nouveau studio, Edison fait le choix de nommer Edwin Porter. C'est ainsi que Porter entame une carrière de réalisateur. Par réalisateur, à l'époque, il faut entendre caméraman qui est le seul responsable de la production d'un film, à la fois metteur en scène, décorateur et photographe ce qui lui permet de maîtriser tout le processus de la création d'un film de la prise de vue au montage. Influencé par Georges Méliès, notamment par Le Voyage dans la Lune, Edwin Porter commence à utiliser des trucages au sein de ses premiers films,.

#### Le cinéma comme récit
Jusqu'en 1900, la plupart des films exposaient des scènes de la vie quotidienne, des numéros de music-hall, des tableaux historiques, le cinéma de l'époque est une attraction, une curiosité sans aucune prétention esthétique ou narrative. Peu de gens voyaient un avenir pour le cinéma, il semblait ridicule que le Vitascope puisse remplacer le music-hall. Edwin Porter veut utiliser ce nouveau support pour raconter une histoire. Avec l'aide de son assistant George S. Fleming, il produit, en 1903, un film dramatique, le premier qui raconte une histoire : The Life of an American Fireman, pour lequel il pratique pour la première fois ce qu'on appellera plus tard un flashforward (le pompier a une vision, logée dans une image circulaire impressionnée au bord du plan, qui montre à cet homme qu'un incendie va se déclarer), ce film se distingue des autres par sa longueur de temps, plus de 6 minutes, longueur de bobine neuf fois plus longue que les bobines les plus courantes, son film comporte sept plans, son innovation est telle pour l'histoire du cinéma qu'il est inscrit au National Film Registry en 2016,,,,. Devant le succès du film, les Edison Studios lui demandent de tourner une version cinématographique de La Case de l'Oncle Tom, Edwin Porter ne se montre guère motivé, il réalise l'adaptation sans enthousiasme, cela dit Uncle Tom's Cabin (en) est à sortie le film le plus long depuis la naissance du cinéma, il dure 19 minutes et c'est le premier film de l’ère du muet qui introduit des intertitres entre chaque séquence,. Après ses deux succès, il tourne de petites comédies telles que The Old Maid Having Her Picture Taken (1901), Trapeze Disrobing Act (1901), Jack and the Beanstalk (1902). Avec What Happened on Twenty-third Street, New York City (1901), il est de ceux qui importent le suspense de la littérature au cinéma.

#### Le premier western
En 1903, Edwin S. Porter réalise le premier western de l'histoire du cinéma : The Great Train Robbery, / Le Vol du grand rapide. Quatre bandits, en tenue de cow-boys, attaquent un train de voyageurs, s'emparent de l'argent en faisant sauter le coffre-fort du fourgon, dévalisent les voyageurs et tuent l'un d'entre eux. Poursuivis par des Texas Rangers qui les cernent, ils sont abattus. Le film dure douze minutes, utilise une quarantaine d'acteurs, une vingtaine de plans, et une dizaine de lieux en intérieur et en extérieur. Avec ce film, il pose les bases du western en trois parties : le crime, la poursuite et la confrontation finale. Le film est un immense succès public mondial, inscrit au National Film Registry en 1990. Le rôle principal est tenu par Max Aronson qui changera son nom en Bronco Billy Anderson et deviendra la première star du western. Edwin S. Porter ne transforme pas l'essai aucun de ses films suivants auront le même succès et surtout le même degré de création cinématographique,,.

#### La réorganisation de l'industrie cinématographique
L'Edison Manufacturing Company, à la suite de nombreux procès, perd son quasi-monopole de production et de diffusion, face à la libéralisation du marché du cinéma et la multiplication des nickelodeons, premières salles dédiées aux seules projections cinématographiques. La société se réorganise de façon industrielle, avec une hiérarchisation opérationnelle, des spécialisations et un souci de rationalisation financière. Ce nouvel esprit ne convient pas à Edwin Porter, les tensions montent avec son employeur et, finalement, il est licencié ainsi que son assistant William J. Gilroy.
Après avoir quitté Edison, Edwin Porter trouve rapidement un emploi auprès de producteurs indépendants. Il travaillé quelque temps avec Will Rising, responsable de la production pour la société Actophone qui fait faillite. Porter crée alors la Defender Film Company avec Joseph Engel, propriétaire d'un théâtre, et William Swanson, distributeur et exploitant indépendant.

#### LaFamous Players Film Company
En juillet 1912, Edwin S. Porter rejoint la Famous Players Film Company (connue maintenant sous le nom de la Paramount Pictures) fondée par Daniel Frohman et Adolph Zukor qui ont, entre autres, acquis les droits du film La Reine Élisabeth, long-métrage réalisé par Henri Desfontaines, Louis Mercanton et Gaston Roudès, qui met en vedette Sarah Bernhardt. Au mois d'octobre 1912, Porter vend ses actions de l'Universal pour s’investir pleinement dans la Famous Players Film Company. Il y acquiert une place d'expert pour tout ce qui concerne la production de films, Zukor s'occupant du financement des diverses productions.
En 1912, Porter tourne The Count of Monte Cristo, assisté du scénariste Joseph A. Golden, mettant en vedette l'acteur James O'Neill (en). La même année, il tourne The Prisoner of Zenda /Le Prisonnier de Zenda, réalisé sur un scénario d'Hugh Ford (d'après le roman d'Anthony Hope), avec la vedette du jour James K. Hackett. C'est la première production de la Famous Players à être distribuée. Le tournage commence en décembre 1912 et le film est distribué en février 1913. Les professionnels du théâtre ayant assisté à l'avant-première se déclarent « agréablement surpris ».
Le Prisonnier de Zenda a permis à Famous Players d’avoir recours aux services d’acteurs de premier plan tels que Minnie Maddern Fiske, Lillie Langtry, Laura Sawyer (en), John Steppling, John Gordon, etc., et de scénaristes comme l'écrivain Jim Cogan Richard Murphy. Cependant, la personne la plus importante attirée par la nouvelle société est sans nul doute Mary Pickford, la nouvelle coqueluche de Broadway. Porter lui confie le premier rôle dans le film A Good Little Devil (Un bon petit diable (1914), c'est également le premier long-métrage de Mary Pickford. Le film remporte un grand succès public. Edwin Porter enchaîne avec un nouveau succès, Tess of the Storm Country/Tess au pays des tempêtes, toujours avec Mary Pickford.
Porter et J. Searle Dawley coréalisent le prochain film de Mary Pickford, Caprice. Le New York Telegraph écrit au sujet de Caprice : « M. Porter a dirigé l'ensemble avec une attention admirable aux détails et un œil d'artiste pour de belles scènes ». Le jeu d'acteur de Mary Pickford ainsi que le mélange d'amour et de comédie sont également plébiscités.
Malgré plusieurs succès filmés avec Hugh Ford, Edwin Porter ne se sent plus en accord avec les nouvelles orientations du cinéma. D'après Zukor, autant il a de grandes qualités techniques, autant l'esthétique liée à l'expressionnisme du cinéma muet lui échappe. C'est ainsi qu'Edwin Porter se retire du cinéma.

#### La présidence de laPrecision Machine Company
Il vend une partie de ses actions de la Famous Players pour 800 000 $, une somme énorme à l'époque. Il en profite pour acheter des actions de la Precision Machine Company dont il devient le président. Sous sa supervision, le projecteur Simplex de la société se révèle être le standard de l'industrie cinématographique. Pour une dernière fois, Edwin Porter est revenu à sa passion de l’invention mécanique.

### Vie privée
Le 5 juin 1893, Edwin S. Porter  épouse Caroline Ridinger,.
Après avoir perdu une grande partie de son argent dans le krach boursier de 1929, Edwin S. Porter devient un solitaire et une figure du cinéma largement oubliée.
Edwin S. Porter passe la fin de sa vie avec sa femme au Taft Hotel, près de Times Square, jusqu'à sa mort, le 30 avril 1941, peu après son soixante et onzième anniversaire.
Après avoir été enterré au cimetière de Kensico de Valhalla (New York), il fut inhumé au mausolée familial sis au Husband Cemetery de la ville de Somerset (Pennsylvanie).

## Regards sur son œuvre

### L'apport décisif du montage
S'il est en réalité loin d'être le seul de son temps, notamment depuis la redécouverte des cinéastes de l'École de Brighton, Edwin S. Porter a depuis longtemps été considéré comme un pionnier du montage cinématographique. En 1939, le critique américain Lewis Jacobs (en) écrivait : "Si Georges Méliès fut le premier à pousser le cinéma vers la voie théâtrale, comme il le prétendait, alors Edwin S. Porter fut le premier à pousser le cinéma vers la voie filmique. Reconnu aujourd'hui comme le père du film à récit, il a apporté bien plus que la fiction à la tradition cinématographique. C'est Porter qui a découvert que l'art cinématographique repose sur une continuité de plans et non sur des plans seuls. Peu satisfait des scènes artificiellement arrangées de Méliès, Porter a différencié les films des autres formes de théâtre et leur a apporté l'invention du montage. Presque tous les développements du cinéma depuis la découverte de Porter, découlent du principe du montage, qui est à la base de l'art cinématographique.",,

### Analyse stylistique
Dans les monographies laudatives qui le concernent, Edwin S. Porter est crédité de la paternité de plusieurs figures de style du langage cinématographique. En fait, aux journalistes qui l'interviewent à la sortie de La Vie d'un pompier américain, « Porter a confié volontiers avoir vu Au feu!, et s'en être inspiré. » Fire! (Au feu!) est un film britannique de James Williamson, réalisé en 1901, dans lequel ce cinéaste novateur réalise pour la seconde fois une figure de style qu'il a découverte, et qui deviendra un élément de base du cinéma : le champ/contrechamp. Ce que Porter, malgré le modèle (les films britanniques ont un débouché naturel en Amérique du Nord), n'est pas capable de reproduire. Porter montre d'abord, vu de l'intérieur d'une chambre, une mère et sa fille, prisonnières d'un incendie (de la fumée passe sous la porte). Puis leur sauvetage, auquel on assiste sans coupure. Ainsi, lorsqu'un pompier, après avoir enjambé la fenêtre, porte la jeune femme jusqu'à l'échelle, on le voit disparaître, le temps de déposer son fardeau au sol et de remonter (mais on ne voit rien de ces deux actions, et la fenêtre est vide !). Il remonte, récupère la fillette oubliée et redescend. « Ensuite, la chose est surprenante et l’erreur semble ahurissante pour un spectateur d’aujourd’hui, on revoit la même opération, mais cette fois dans une prise de vues effectuée à l’extérieur de la maison cadrée sur la largeur de sa façade. ». De nouveau la femme appelle à l'aide par la fenêtre, de nouveau la grande échelle est dressée, de nouveau le pompier grimpe, de nouveau il entre par la fenêtre, de nouveau il descend en portant la jeune femme. Au sol, la jeune femme le supplie : sa fille est encore dans la chambre. Il remonte, repasse par la fenêtre, ressort avec la fillette qu'il descend rejoindre sa mère. « La difficulté que n’a pas su maîtriser Porter, c’est que le sauvetage, qui constitue une action unique, se déroule en fait en deux lieux, à l’intérieur, dans la chambre où la mère et sa fille sont menacées par le feu, et à l’extérieur, devant la maison où s’activent les pompiers. Porter est encore prisonnier de la conception primitive du cinéma qui veut qu’une action unique dans un même lieu soit tout entière contenue dans une seule prise de vues. Comme l’action se déroule en deux lieux, l’intérieur de la chambre et l’extérieur de la maison, il fait deux prises de vues indépendantes qu’il met bout à bout et, de ce fait, redouble l’action, faute d’avoir su analyser la façon magistrale dont James Williamson avait résolu ce problème dans la continuité du récit, par l’utilisation du champ/contre champ et de l’ellipse spatiale. ». Et en donnant à voir l’action par deux fois, Edwin Stanton Porter tue tout effet de suspense. D'ailleurs, en 1930, lorsque Porter ressortira ce film, il refera le montage, en alternant les deux prises de vues, chambre et extérieur immeuble, selon les éléments intéressants de l'action, dans « un champ/contre-champ devenu à l'époque une figure classique du montage qui rythme encore la plupart des films d'aujourd'hui. ». Il serait donc tout à fait inexact de dire qu'il fut l'initiateur du montage. En revanche, il connaissait très bien tous les films réalisés par les cinéastes anglais de l'École de Brighton, avec leurs premières expérimentations du montage.
Dans son film le plus remarquable, Le Vol du grand rapide, il choisit de tourner les scènes d'extérieur avec une vraie locomotive qui roule sur une véritable voie ferrée. Il utilise à la perfection les prises de vues selon la diagonale du champ, laissant loin derrière lui le style "scène de music-hall" des films de Georges Méliès à la même époque. Pour montrer la prise de contrôle de la locomotive par les bandits, « Porter perche sa caméra sur le toit du premier wagon, dans l'axe de la marche du train. On peut voir le tander et son bois de chauffe et, au fond, l'abri de conduite de la locomotive où le mécanicien surveille les voies tandis que son chauffeur s'active à entretenir le foyer en enfournant des bûches... (deux bandits se hissent sur le tander, sans être remarqués par les deux machinistes) Dans ce plan superbe, le cinéaste utilise habilement la profondeur de champ qui renforce la puissance émotionnelle par la simultanéité de deux actions rassemblées dans une même prise de vues, l’une au premier plan, proche de la caméra, et l’autre dans la profondeur de champ, éloignée de la caméra. »
Porter tente également d'innover sur le plan dramaturgique, « Edwin Stanton Porter a voulu mener de front les trois actions parallèles qui peuvent se résumer ainsi :
- les bandits neutralisent le chef de gare, s’emparent du train, dévalisent le fourgon postal et les voyageurs, puis s’enfuient avec leur butin,
- la fille du chef de gare, qui vient lui porter son casse-croûte, le découvre ligoté, réussit à le délivrer et lui fait reprendre connaissance,
- les rangers et leurs épouses font la fête.

Les trois actions se rejoignent lorsque les rangers, alertés par le chef de gare, se lancent à la poursuite des bandits, mais le cinéaste ne sait pas encore que si les actions parallèles se déroulent toujours dans des lieux différents, elles doivent aussi obligatoirement se dérouler dans le même temps. Or, Edwin Stanton Porter fait l’erreur de montrer chacune des trois actions dans son ordre de départ chronologique. Au lieu de se dérouler simultanément, les actions cumulent leur temps respectif, le temps supposé réel est en fait l’addition du temps des trois actions et quand les rangers se lancent à la poursuite des bandits, le spectateur sait déjà que ceux-ci sont en train de fuir depuis longtemps, qu’ils ont déjà une sérieuse avance. Il est alors tout à fait invraisemblable de les voir aussitôt rattrapés par les policiers, nous privant de tout effet de suspense. » C'est D. W. Griffith, qui, en 1908, avec Les Aventures de Dollie (The Adventures of Dollie), découvre le secret des actions parallèles appliquées au cinéma. Effectivement, en littérature, l'écrivain peut à tout moment passer d'une scène à une autre totalement différente et se déroulant même avant ou après cette première scène, sans que le lecteur perde pied et ne s'y retrouve pas dans la continuité du récit. Au cinéma, la donne est différente : dans une séquence, l'action (donc, la somme de tous les plans) se déroule dans un même lieu et au même moment. Le passage à une deuxième séquence implique que la première soit oubliée, que l'on n'y revienne pas. Si l'on doit y revenir, il faut lui soustraire au niveau dramatique la durée (approximative) de la deuxième séquence. C'est le "pendant ce temps" de la littérature. Dans le cas de Le Vol du grand rapide, Porter aurait dû faire durer la poursuite des bandits par les rangers, en profitant du fait que les bandits se sont crus à l'abri et qu'ils se sont arrêtés pour bivouaquer.

## Filmographie partielle

### Réalisateur

#### 1899
- 1899 : Strange Adventure of New York Drummer
- 1899 : The Cavalier's Dream

#### 1900
- 1900 : An Artist's dream
- 1900 : A Dull Razor
- 1900 : Uncle Josh's Nightmare
- 1900 : Faust and Marguerite
- 1900 : The Mystic Swing
- 1900 : Uncle Josh in a Spooky Hotel

#### 1901
- 1901 : The Tramp's Unexpected Skate
- 1901 : Another Job for the Undertaker
- 1901 : Panorama of Esplanade by Night
- 1901 : The Artist's Dilemma
- 1901 : Execution of Czolgosz with Panorama of Auburn Prison (non crédité)
- 1901 : Trapeze Disrobing Act
- 1901 : The Martyred Presidents
- 1901 : Sampson-Schley Controversy
- 1901 : Circular Panorama of Electric Tower
- 1901 : What Happened on Twenty-third Street, New York City (non crédité)
- 1901 : Laura Comstock's Bag-Punching Dog
- 1901 : The Donkey Party
- 1901 : Love by the Light of the Moon
- 1901 : Kansas Saloon Smashers
- 1901 : The Old Maid Having Her Picture Taken
- 1901 : Terrible Teddy, the Grizzly King
- 1901 : Day at the Circus
- 1901 : Pan-American Exposition by Night

#### 1902
- 1902 : Uncle Josh at the Moving Picture Show
- 1902 : The Weary Hunters and the Magician
- 1902 : Chinese Shaving Scene
- 1902 : Burning of Durland's Riding Academy
- 1902 : The Burlesque Suicide, No. 2
- 1902 : The Golden Chariots
- 1902 : Great Bull Fight
- 1902 : Fun in a Bakery Shop
- 1902 : Babies Rolling Eggs
- 1902 : Appointment by Telephone
- 1902 : Jack and the Beanstalk
- 1902 : The Interrupted Bathers
- 1902 : Rock of ages
- 1902 : How They Do Things on the Bowery

#### 1903
- 1903 : The Gay Shoe Clerk (non crédité)
- 1903 : Life of an American Fireman (non crédité)
- 1903 : La Case de l'oncle Tom (en) : première adaptation de La Case de l'oncle Tom
- 1903 : Le Vol du grand rapide (The Great Train Robbery) : le premier western américain[41]
- 1903 : What Happened in the Tunnel
- 1903 : A Romance of the Rail (non crédité)
- 1903 : The Extra Turn
- 1903 : The Heavenly Twins at Lunch
- 1903 : The Heavenly Twins at Odds
- 1903 : The Messenger Boy's Mistake
- 1903 : Rube and Fender
- 1903 : Little Lillian, Toe Danseuse
- 1903 : Rube and Mandy at Coney Island
- 1903 : Subub Surprises the Burglar
- 1903 : New York City Dumping Wharf
- 1903 : New York City 'Ghetto' Fish Market (non crédité)
- 1903 : The Unappreciated Joke

#### 1904
- 1904 : Rector's to Claremont
- 1904 : Maniac Chase
- 1904 : Dog Factory
- 1904 : How a French Nobleman Got a Wife Through the 'New York Herald' Personal Columns
- 1904 : Nervy Nat Kisses the Bride
- 1904 : European Rest Cure
- 1904 : A Rube Couple at a County Fair
- 1904 : Scarecrow Pump
- 1904 : The Strenuous Life; or, Anti-Race Suicide
- 1904 : The Ex-Convict

#### 1905
- 1905 : The Seven Ages
- 1905 : The Kleptomaniac
- 1905 : The Whole Dam Family and the Dam Dog
- 1905 : How Jones Lost His Roll
- 1905 : Coney Island at Night
- 1905 : The Burglar's Slide for Life
- 1905 : Scenes and Incidents, Russo-Japanese Peace Conference, Portsmouth, N. H.
- 1905 : The Little Train Robbery
- 1905 : The White Caps
- 1905 : The Watermelon Patch
- 1905 : The Miller's Daughter
- 1905 : The Train Wreckers
- 1905 : Life of an American Policeman (coréalisation : Wallace McCutcheon)
- 1905 : The Night Before Christmas

#### 1906
- 1906 : Police Chasing Scorching Auto (coréalisation : Wallace McCutcheon)
- 1906 : Rêve d'un fondu de fondue (The Dream of a Rarebit Fiend, coréalisation : Wallace McCutcheon)
- 1906 : A Winter Straw Ride
- 1906 : The Terrible Kids (coréalisation : Wallace McCutcheon)
- 1906 : Three American Beauties
- 1906 : The Life of a Cowboy
- 1906 : Holdup of the Rocky Mountain Express
- 1906 : Waiting at the Church
- 1906 : Kathleen Mavourneen
- 1906 : How the Office Boy Saw the Ball Game
- 1906 : Getting Evidence
- 1906 : The Honeymoon at Niagara Falls

#### 1907
- 1907 : Daniel Boone (coréalisation : Wallace McCutcheon) (+ chef-opérateur)
- 1907 : The 'Teddy' Bears
- 1907 : Cohen's Fire Sale
- 1907 : The Rivals
- 1907 : Jack the Kisser
- 1907 : Midnight Ride of Paul Revere
- 1907 : The Trainer's Daughter; or, A Race for Love (en)
- 1907 : College Chums
- 1907 : Laughing Gas
- 1907 : A Little Girl Who Did Not Believe in Santa Claus

#### 1908
- 1908 : Rescued from an Eagle's Nest
- 1908 : Cupid's Pranks

#### 1909
- 1909 : Where Is My Wandering Boy Tonight?
- 1909 : A Burglar Cupid

#### 1910 - 1915
- 1910 : Too Many Girls
- 1911 : A heroine of '76
- 1911 : The White Red Man
- 1911 : Lost Illusions
- 1913 : Le Prisonnier de Zenda (The Prisoner of Zenda)
- 1913 : The Count of Monte Cristo
- 1914 : Tess au pays des tempêtes (Tess of the Storm Country)
- 1914 : Hearts Adrift
- 1914 : Un bon petit diable (A Good Little Devil)
- 1914 : Such a Little Queen (coréalisé avec Hugh Ford)
- 1915 : La Ville éternelle (The Eternal City) (coréalisé avec Hugh Ford)

### Scénariste
- 1903 : Life of an American Fireman
- 1903 : Le Vol du grand rapide (The Great Train Robbery)
- 1909 : The House of Cards
- 1910 : For Her Sister's Sake
- 1910 : The Luck of Roaring Camp
- 1911 : Lost Illusions
- 1911 : The White Red Man
- 1914 : Tess au pays des tempêtes (Tess of the Storm Country)
- 1914 : Crucible
- 1915 : The Prince and the Pauper
- 1915 : The Eternal City

### Producteur
- 1901 : Another Job for the Undertaker
- 1901 : Day at the Circus
- 1901 : What Happened on Twenty-third Street, New York City
- 1902 : Jack and the Beanstalk
- 1902 : Uncle Josh at the Moving Picture Show
- 1903 : The Gay Shoe Clerk
- 1903 : Life of an American Fireman
- 1903 : Le Vol du grand rapide (The Great Train Robbery)
- 1905 : The Kleptomaniac
- 1905 : The Little Train Robbery
- 1906 : The Dream of a Rarebit Fiend
- 1906 : Three American Beauties
- 1907 : The Life of a Cowboy
- 1907 : The "Teddy" Bears
- 1907 : Laughing Gas
- 1908 : The Fatal Hour de D. W. Griffith
- 1908 : She
- 1909 : The Cord of Life de D. W. Griffith
- 1909 : The House of Cards
- 1910 : Toymaker, the Doll and the Devil
- 1910 : The Engineer's Romance
- 1910 : For Her Sister's Sake
- 1910 : The Luck of Roaring Camp
- 1911 : Lost Illusions
- 1911 : The White Red Man
- 1912 : The Convict's Parole
- 1912 : The Count of Monte Cristo
- 1913 : The Prisoner of Zenda
- 1913 : In the Bishop's Carriage
- 1913 : Caprice
- 1914 : Such a Little Queen
- 1914 : Tess au pays des tempêtes (Tess of the Storm Country)
- 1914 : Hearts Adrift
- 1914 : Un bon petit diable (A Good Little Devil)
- 1914 : Crucible
- 1915 : Niobe
- 1915 : Sold
- 1915 : The Prince and the Pauper
- 1915 : Zaza
- 1915 : The Morals of Marcus
- 1915 : The Eternal City

## À noter

### Thomas Edison
L'industriel et inventeur Thomas Edison (inventeur notamment du phonographe en 1877) utilise le nouveau support photographique en celluloïd découvert par John Carbutt en 1888, que George Eastman met sur le marché américain de la photographie dès 1889. Selon les croquis d'Edison, son assistant, William Kennedy Laurie Dickson, met au point une machine de prise de vues animées, le Kinétographe. La première machine est fabriquée en 1891, qui utilise le film à déroulement horizontal, de 19 mm de large, avec des photogrammes circulaires. « Les bandes tournées par Dickson sont à proprement parler les premiers films. » Revue en 1893, le Kinétographe est cette fois chargé d'une pellicule à défilement vertical de 35 mm de large, munie de 4 perforations rectangulaires de chaque côté de chaque photogramme rectangulaire. Le visionnage est opéré grâce au kinétoscope par un seul spectateur à la fois. Edison ouvre alors aux États-Unis et en Europe des Kinetoscope Parlors, sorte de salles de cinéma, qui assurent un énorme succès à ses films. Edison est le premier à utiliser le nom de film pour désigner les bobines de pellicules impressionnées, mot anglais qui signifie voile ou fine couche, en référence à la couche de produit photosensible qui recouvre une face du support.
Pour permettre de tourner les soixante-dix premiers films, de 1891 à 1895, Edison fait construire le premier studio de cinéma, le Black Maria Movie Studio à Orange (New Jersey) en 1892,.

## Pour approfondir

#### Notices dans des encyclopédies ou manuels de références

##### Anglophones
- (en) George Pratt, Spellbound in Darkness : A History of the Silent Film, Greenwich, Connecticut, New York Graphic Society, 28 janvier 1974, 568 p. (ISBN 9780821204863, lire en ligne), p. 23-36, 39, 59, 95-100, 110-113.
- (en) Alice Mulcahey Fleming, The moviemakers, New York, St. Martin's Press, 1974, 198 p. (OCLC 982195589, lire en ligne), p. 1-12,
- (en) Jay Leyda, Before Hollywood : Turn of the Century Film from American Archives, American Federation of Arts, 1er janvier 1987, 171 p. (ISBN 9780917418815, lire en ligne), p. 40-61 ; 107-133,
- (en) John Wakeman (dir.), World Film Directors : 1890-1945, New York, H. W. Wilson, décembre 1987, 1253 p. (ISBN 9780824207571, lire en ligne), p. 870-881,
- (en) Robert Sklar (dir.), Movie-Made America : A Cultural History of American Movies, New York, Vintage, 5 décembre 1994, 419 p. (ISBN 9780679755494, lire en ligne), p. 20-33 ; 44 ; 52-53,
- (en) Derek Winnert, The Ultimate Encyclopedia of the Movies : The Definitive Illustrated Guide to the Movies, Carlton Books, 1995, 304 p. (ISBN 9781858680798, lire en ligne), p. 11, 181, 288,
- (en) Richard Abel (dir.), Silent Film, New Brunswick, New Jersey, Rutgers University Press, 1er décembre 1995, 323 p. (ISBN 9780813522265, lire en ligne), p. 73-95,
- (en) William K. Everson, American Silent Film, New York, Da Capo Press, 22 août 1998, 389 p. (ISBN 9780306808760, lire en ligne), p. 30, 34 ; 36-42 ; 53,
- (en) Joel W. Finler, Silent Cinema, Londres, B.T. Batsford, 1er septembre 1998, 193 p. (ISBN 9780713480726, lire en ligne), p. 7, 8, 21, 117, 122,
- (en) John A. Garraty (dir.), American National Biography, Volume 17 : Park : Pushmataha, New York, Oxford University Press, USA, 1er janvier 1999, 952 p. (ISBN 9780195127966, lire en ligne), p. 692-693,
- (en) Tom Pendergast (dir.), International Dictionary of Films and Filmmakers : Directors, Détroit, St. James Press, 12 décembre 2000, 1349 p. (ISBN 9781558624771, lire en ligne), p. 777-779,
- (en) Danny Leigh et Louis Baxter, The Movie Book : Big Ideas Simply Explained, DK, 6 avril 2020, 354 p. (ISBN 9781465437990, lire en ligne), p. 16, 330,

##### Francophones
- (fr) Vincent Pinel, Le Siècle du Cinéma, Paris, Bordas, 1994, 503 p. (ISBN 9782041844065, lire en ligne), p. 21, 46, 47, 52, 112, 184,
- (fr) Marie-France Briselance et Jean-Claude Morin, Grammaire du cinéma, Paris, Nouveau Monde, 2010, 588 p. (ISBN 9782847364583), p. 33, 43+, 49, 56, 63, 66+, 74,

#### Essais
- (en) Charles Musser, Before the Nickelodeon : Edwin S. Porter and the Edison Manufacturing Company, Berkeley, University of California Press, 14 mai 1991, 612 p. (ISBN 9780520069862, lire en ligne),

#### Articles

##### Anglophones
- (en-US) « Edwin S. Porter 71, Pioneer in Films, Collaborator With Edison on Invention of Motion-Picture Camera Dies in Hotel », The New York Times,‎ 1er mai 1941 (lire en ligne ),
- (en) Georges Sadoul & Yvonne Templin, « English Influences on the Work of Edwin S. Porter », Hollywood Quarterly, vol. 3, no 1,‎ automne 1947, p. 41-50 (10 pages) (lire en ligne ),
- (en-US) Igal I. Mashiah, « Edwin S. Porter's the Great Train Robbery, A Focus on the Origins of Narrative Structure », ETC: A Review of General Semantics, vol. 37, no 4,‎ hiver 1980, p. 355-362 (8 pages) (lire en ligne ),
- (en-US) Richard Allen, « Excavating Porter : a review of before the nickelodeon », The Journal of Cinema and Media, nos 22/23,‎ automne 1983, p. 12-13 (2 pages) (lire en ligne ),
- (en-US) Martin Sopocy, « French and British Influences in Porter's "American Fireman" », Film History, vol. 1, no 2,‎ 1987, p. 137-148 (12 pages) (lire en ligne ),

##### Francophones
- Vincent Pinel, « Chronologie commentée de l'histoire du cinéma », Revue d'histoire du cinéma,‎ 1992, p. 1-104 (lire en ligne ),